# 瀬戸田サンセットビーチ
瀬戸田サンセットビーチ（せとだサンセットビーチ、英: SETODA SUNSET BEACH）は、広島県尾道市（旧豊田郡瀬戸田町）の生口島にある海水浴場。愛称しまなみレモンビーチ。日本の水浴場88選。

## 概要
瀬戸内海国立公園内に位置する海浜で、沖合に瓢箪島が浮かび、その向こうが愛媛県の大三島になる。この南側にしまなみ海道多々羅大橋がある。シーカヤックやサイクリングに対応する施設も備える。
元々はベル・カントホールと共に1985年から瀬戸田町で始まった集客型観光施設整備の一環として、更に1987年総合保養地域整備法（リゾート法）施行後計画された瀬戸内中央リゾート構想の一つである「瀬戸田マリンタウン」構想によって整備が進んだマリンリゾート施設群である。まず1988年広島県によって人工海浜およびマリーナが整備され、のちにテニスコートなど付帯施設が整備された。1989年海と島の博覧会共催会場となった。ただこのマリンリゾート計画自体は結局は頓挫している。
付帯施設などは当初は瀬戸田町が所管、市町村合併により2006年以降は尾道市の所管である。2013年指定管理者制度を導入、ツネイシホールディングス関連団体と、株式会社TM産業によるSBせとだ共同企業体が指定管理者として管理していた。2014年に大規模な施設の新設および更新が行われている。2018年にツネイシホールディングスが撤退後、株式会社TM産業が指定管理業務を行なっている。

## 施設
- 海浜面積 : 8.8ha [4]
- 付帯施設[2]
  - レストラン「ウインドタイム」
  - 物販棟「ウインドショップ」
  - 自転車庫兼艇庫
  - 炊飯棟
  - バースハウス×2棟
  - 無料駐車場500台分
- 防波施設
  - 突堤 : 3基[4]
  - 離岸堤 : 310m[4]

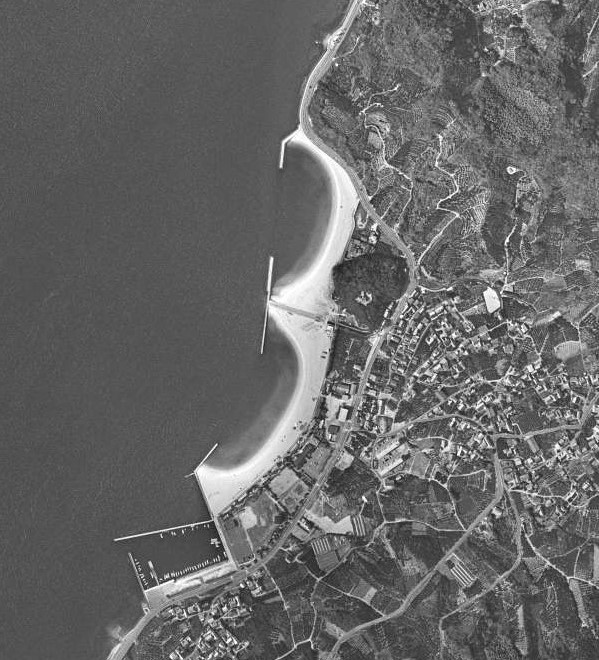
2005年。

- 住所 : 広島県尾道市瀬戸田町垂水1506-15 瀬戸田港海岸/垂水地区海岸[4]

## 交通
- 車
  - （四国愛媛から）しまなみ海道・生口島南ICより車で約10分
  - （本州広島から）しまなみ海道・生口島北ICより車で約15分
- バス
  - 島内バス・島内東回り線、「サンセットビーチ」バス停下車、徒歩約1分

## 参考資料
- 公式ホームページ - ウェイバックマシン（2004年6月11日アーカイブ分）
- 広島県による紹介 - ウェイバックマシン（1997年8月12日アーカイブ分）